# CFM56
CFM56是由CFM国际制造的高涵道比涡轮风扇发动机，其家族成员的推力介于18,000至34,000磅（80至150千牛）之间，四种主要型号共制造了超过30,000台，使用于波音737經典型、波音737新世代、空中客车A320系列、空中客车A340-200/300、道格拉斯DC-8-70等飞机上，為目前世界上使用最为普遍的涡轮风扇发动机之一。
CFM56的制造商CFM国际由美国通用电气航空和法国斯奈克玛公司各自出资50%组成。双方在CFM56生产中分别进行零件生产，其中通用电气航空生产高压压气机、燃烧室和高压涡轮，斯奈克玛公司生产低压压气机、风扇、低压涡轮、齿轮箱和尾喷管。双方均可进行组装，其中通用电气航空组装线位于汉弥尔顿，斯奈克玛公司组装线位于默伦。最终组装完成的发动机通过CFM国际进行推广和销售。
第一台CFM56在1974年制造完成并首次运转。然而此后，在其早期服务期间意外頻傳，涡轮叶片直接或间接导致了若干事故，包括英伦航空92号班机空难，同时几种型号的CFM56在暴雨和冰雹天气中均出现故障。这些问题啟動了良率計畫，在对发动机设计进行各種修改后漸漸得以解决。截至2019年6月，CFM56機隊的發動機飛行時間已超過10億小時，載客量超過350億人次，飛行航程超過800萬次環球飛行。

## 历史

### 背景
1960年代晚期，人们开始寻找下一代商业喷气客机发动机的解决方案，研发一种推力在10吨（20,000磅，89千牛）级别的高涵道比涡轮风扇发动机被提上日程。在军用发动机制造领域具有丰富经验的斯奈克玛公司首先开始寻求进入这一市场。他们和普惠公司、罗尔斯·罗伊斯控股有限公司以及通用电气航空等公司进行了接触，但是直到1971年巴黎国际航空航天展上，通用电气的格哈德·诺依曼和斯奈克玛公司的雷瑙德·勒内才作为高层进行了会面，初步决定开展合作。
双方的合作是由当时多方面的条件促成的。其时，普惠公司在商业喷气客机发动机市场上占据主导地位，因此在考虑将其JT8D发动机升级至这一级别，而不愿进行合作。劳斯莱斯公司正在处理自身内部的财政问题，从而无法开展新的计划。而通用电气曾和斯奈克玛公司在用于空中客车A300的通用电气CF6发动机项目上进行过合作，同时斯奈克玛公司的计划为他们发展这一级别发动机带来了资金，因此双方才会一拍即合。

### 技术出口
最初，通用电气方面仅考虑使用CF6发动机的技术，而不是更先进的F101发动机，因为后者被用于B-1槍騎兵戰略轟炸機，受到技术出口限制。然而，美国空军宣布了先进中型短距起降运输机计划后，通用电气很快发现他们处于两难之中：或者与斯奈克玛公司合作开发，但是只能使用受限制的技术；或者使用更先进的技术，但是只能独立开发。这促成了通用电气在1972年的最终决定：作为主要贡献者，为其F101发动机的核心技术申请技术出口许可。
技术出口许可的申请并不顺利。美国政府的军需品管理办公室认为这一技术出口会对国家安全不利，同时这一技术是和美国国防部联合开发的，使用了美国纳税人的税款，而开发的技术会减少美国的工作机会。因此，这一申请被拒绝。最终的官方决定是在由美国国家安全顾问亨利·基辛格在1972年9月19日签发的国家安全决策备忘录中作出的。

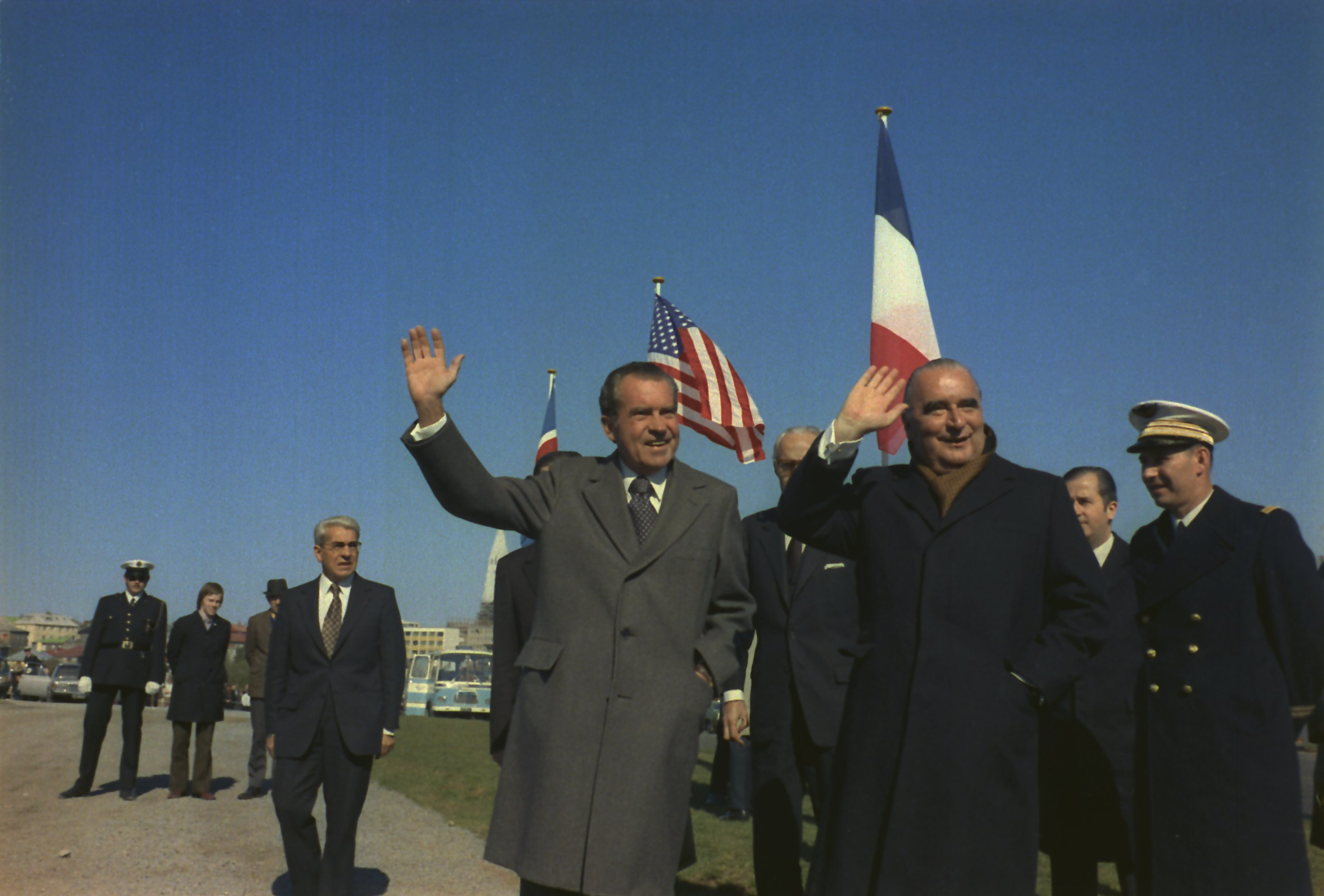
美国总统尼克松（左）和法国总统蓬皮杜（右），摄于1973年美-法峰会前，冰岛雷克雅未克

尽管国家安全问题被用作拒绝申请的主要理由，有报道认为高层政治同样起到了很大作用。时任法国总统乔治·蓬皮杜于1971年直接向时任美国总统理查德·尼克松请求通过出口申请，亨利·基辛格也在1972年和总统的会议中讨论这一议题。通用电气主张只有通过合作才能换取部分市场和对应的工作机会，而如果法国方面独立开发，美国有可能失去整个市场。这一主张没有得到尼克松政府的支持，原因可能和尼克松政府害怕失去美国在航空航天领域的领先地位有关。也有推测认为拒绝申请的原因可能和法国试图说服瑞士购买法国幻象3型战斗机而不是美国制造的A-7海盗二式攻击机有关。瑞士最终选择了F-5自由斗士战斗机。
在通用电气和法国双方的持续推动下，美国总统尼克松和法国总统蓬皮杜在1973年冰岛雷克雅未克美-法峰会上讨论并达成了技术出口协议。峰会报告声明这一协议要求发动机的核心部件在美国境内生产，以保护涉及F101的敏感技术。双方组建的合资公司还同意支付给美国8,000万美元特许权使用费（以每台发动机$20,000美元预计）作为F101发动机开发费用的补偿。2007年解密的文档显示，这一出口协议的达成和法国政府承诺不寻求对美国出口到欧洲的飞机征收关税有关。

### CFM国际
技术出口协议达成后，通用电气和斯奈克玛公司正式开展合作。CFM国际由双方各自出资50%，正式成立于1974年。其主要任务包括监管双方的合作，推广和销售10吨级发动机CFM56并负责提供客户服务。CFM国际具有日常管理的权限，但是重要事项（如开发新的衍生型号）仍需要由合作双方的管理层讨论决定。CFM国际的董事会的10个董事名额由通用电气和斯奈克玛公司平均分配。双方各有一人担任CFM国际副总裁，而总裁则是抽签决定，在位于辛辛那提的通用电气附近的CFM国际总部办公。
在双方的合作中，通用电气方面负责高压压气机、燃烧室和高压涡轮，斯奈克玛公司方面负责风扇、低压压气机和低压涡轮。斯奈克玛公司还负责和机身的整合，主要是发动机舱的设计。齿轮箱部分最初由斯奈克玛公司负责，但是其后被转移到通用电气方面，以便更高效的与其他零件进行组装。

### 早期开发
CFM56的开发开始于CFM国际正式成立之前。由于合作和前述技术出口等限制，其开发流程十分独特。例如，合作双方均设有装配线，而在在法国装配的一部分发动机最初受到严格的技术出口限制。具体来说，通用电气生产的发动机核心部件在美国进行装配，然后被运送到法国斯奈克玛公司的工厂并锁入一个特定的房间，而即使是斯奈克玛公司的总裁也不能进入这一房间，只能由通用电气的雇员将斯奈克玛公司提供的指定部件装配至核心部件上，然后交予斯奈克玛公司完成最终装配。
第一台完成的CFM56于1974年6月在通用电气首次运行。第二台发动机被运送到法国并于1974年12月13日第一次在法国运行。这两台发动机作为CFM56系列的原始型号被命名为CFM56-2。1977年2月，一架麦道YC-15飞机将四个发动机之一替换为CFM56，进行了CFM56的第一次飞行试验。此后，第二台CFM56被搭载于一架位于斯奈克玛公司飞行试验中心的法国南方飞机公司SE210上。这台发动机使用了混合式尾喷管而非分离式尾喷管，并第一次加入了推力管理系统来对发动机进行微调。

### 启始客户
经过数年测试，CFM国际开始寻找先进中型短距起降运输机计划以外的潜在客户，包括道格拉斯DC-8，波音707及其衍生机种KC-135的发动机替换方案。最初，波音对CFM56不感兴趣，但很快波音认识到这可能是即将推行的噪音规定的一种解决方案。1977年，波音宣布将会对选配CFM56发动机的波音707进行飞行测试，并于次年正式将CFM56作为波音707-320的备选发动机，并将选配CFM56的波音707-320重新命名为波音707-700。然而，由于很少有航空公司对选配CFM56发动机的波音707感兴趣，波音于1980年中止了这一没有任何订单的计划。尽管如此，成为波音707的备选发动机仍然对此后CFM56赢得KC-135发动机替换方案起到了作用。

若干悬挂CFM56-2发动机的KC-135正在滑行，准备起飞

CFM56的推广首先在军用领域取得了突破。1977年，美国空军对KC-135的发动机替换方案开始公开招标。这一合同涉及到超过600架飞机的发动机替换，对CFM56计划有极重大的意义。因此，国际政治再次发挥了作用。为了提升CFM56相对普惠TF33及其改进型普惠JT8D的竞争力，法国政府在1978年宣布将以CFM56替换11架法国的KC-135的发动机，而这也成为CFM56的第一笔订单之一。
1980年，美国空军正式宣布CFM56在竞标中胜出，取得了KC-135的发动机替换合同。CFM56的前任，普惠J57发动机，被美国空军评价为当时还在飞行的发动机中“噪音最强的、污染最大的、油耗最高的”一种。使用CFM56发动机的KC-135被重新命名为KC-135R，其起飞距离缩短了3,500英尺（1,100米），油耗降低了25%，噪音降低了24分贝，同时也降低了生命周期成本。由此，美国海军也于1982年决定使用CFM56改装其由波音707衍生的E-6水星对潜通信中继机。此外，沙特皇家空军于1984年使用CFM56改装了其使用波音707机身发展的E-3哨兵预警机，这一改装后来成为了英国和法国订购的E-3的标准配置。

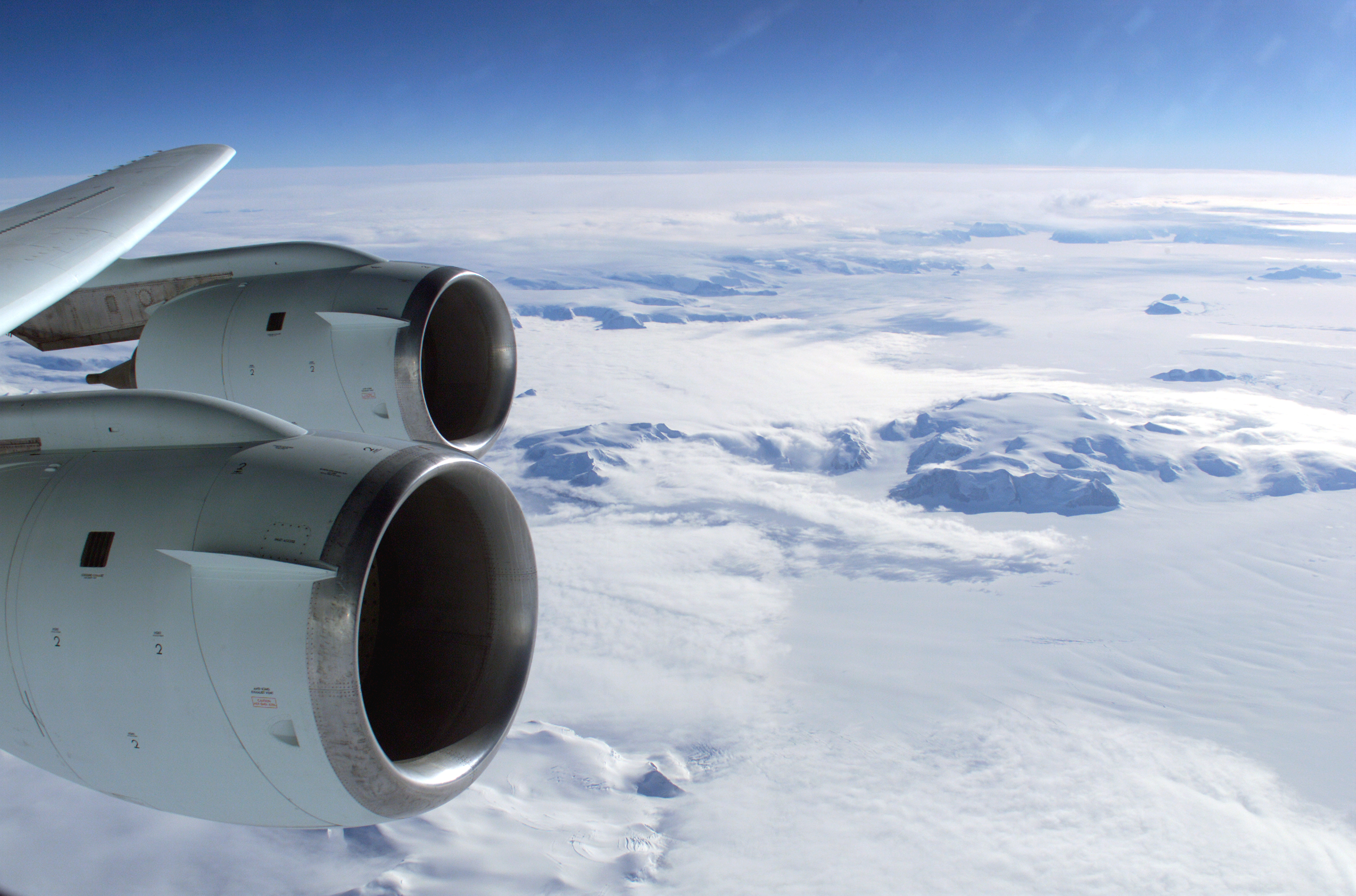
悬挂于DC-8机翼下的CFM56发动机

在民用领域，CFM56通过DC-8的改装得到了第一笔订单。1970年代末，航空公司在考虑升级其老化的道格拉斯DC-8。在1978年法国KC-135改装的订单之后，美国联合航空于1979年4月决定使用CFM56-2升级30架DC-8-61飞机。这一决定促成了CFM56的第一笔商业订单（而非政府或军方），也避免了CFM56的开发计划被冻结：通用电气和斯奈克玛原计划的冻结时间是两周以后，而避免冻结的条件是订单的落实。达美航空和飞虎航空随后也订购了CFM56发动机，为其后的销售奠定了基础。
1980年代早期，波音选择了CFM56-3作为当时最新的波音737-300飞机唯一可选配的发动机。尽管波音737-300最初仅有来自两家航空公司的20架订单，其后二十余年的销售历史证明了CFM56发动机的适应性。截至2011年12月，共有接近6,000架（不含超过2,000架订单）波音737装配了CFM56发动机。

### 后续改进

#### Tech56和技术插件
1998年，CFM国际为了适应波音和空中客车对新一代窄体客机发动机的需求，启动了“Tech56”计划。这一计划包括了大量新技术，并且可用于现有发动机。然而，波音和空中客车并没有开发全新的飞机以取代737和A320的意愿，因此CFM国际决定将这一计划中的部分技术以“技术插件”的形式配置于CFM56，从而改进燃油效率、维护成本和排放标准。技术插件计划始于2004年，其配置包括重新设计的高压压气机叶片、改进的燃烧室和涡轮部件。赛峰集团（CFM国际母公司）声称技术插件计划能够提供更高的燃油效率和更低的氮氧化物排放，同时减轻发动机磨损，进而降低5%左右的维护成本。配置了技术插件计划的发动机（包括所有CFM56-5B和-7B发动机）于2007年投入使用，同时也可作为现有发动机的可选升级组件。

#### CFM56-7B“Evolution”
2009年，CFM国际宣布了对CFM56发动机的最新升级CFM56-7B“Evolution”，也作CFM56-7BE。这一升级和波音737的最新型号同时宣布，进一步改进了涡轮的空气动力特性和发动机的冷却性能，并减少了零件总数。CFM国际预期这一升级能减少4%维护成本和1%油耗，而2010年5月完成的地面和飞行测试显示油耗减少了1.6%。经过450小时的测试，CFM56-7BE在2010年7月30日取得了美国联邦航空局和欧洲航空安全局的适航认证。
尽管CFM56-7BE是为波音737特别设计的，CFM国际也提议为空中客车使用的CFM56-5B发动机进行类似的升级。有消息称2011年底开始新交付的空中客车A320系列飞机将配备经过这一升级的CFM56发动机，但是截至2012年1月，并没有确切的消息证实。

## 设计
CFM56各型号的大体设计相同，细节略有差异，依型号不同能产生18,000至34,000磅（80至150千牛）的推力。作为一种高涵道比涡轮风扇发动机，CFM56具有这一类发动机的典型特征，即大部分通过风扇加速的空气不经过燃烧室而被直接排出产生推力。这一部分空气的体积与经过燃烧室被排出的空气的体积之比被称为涵道比。CFM56各型号的涵道比介于5:1至6:1之间。CFM56是一种双轴发动机，双轴各自负责高压涡轮系统和低压涡轮系统的传动。

### 风扇和低压压气机

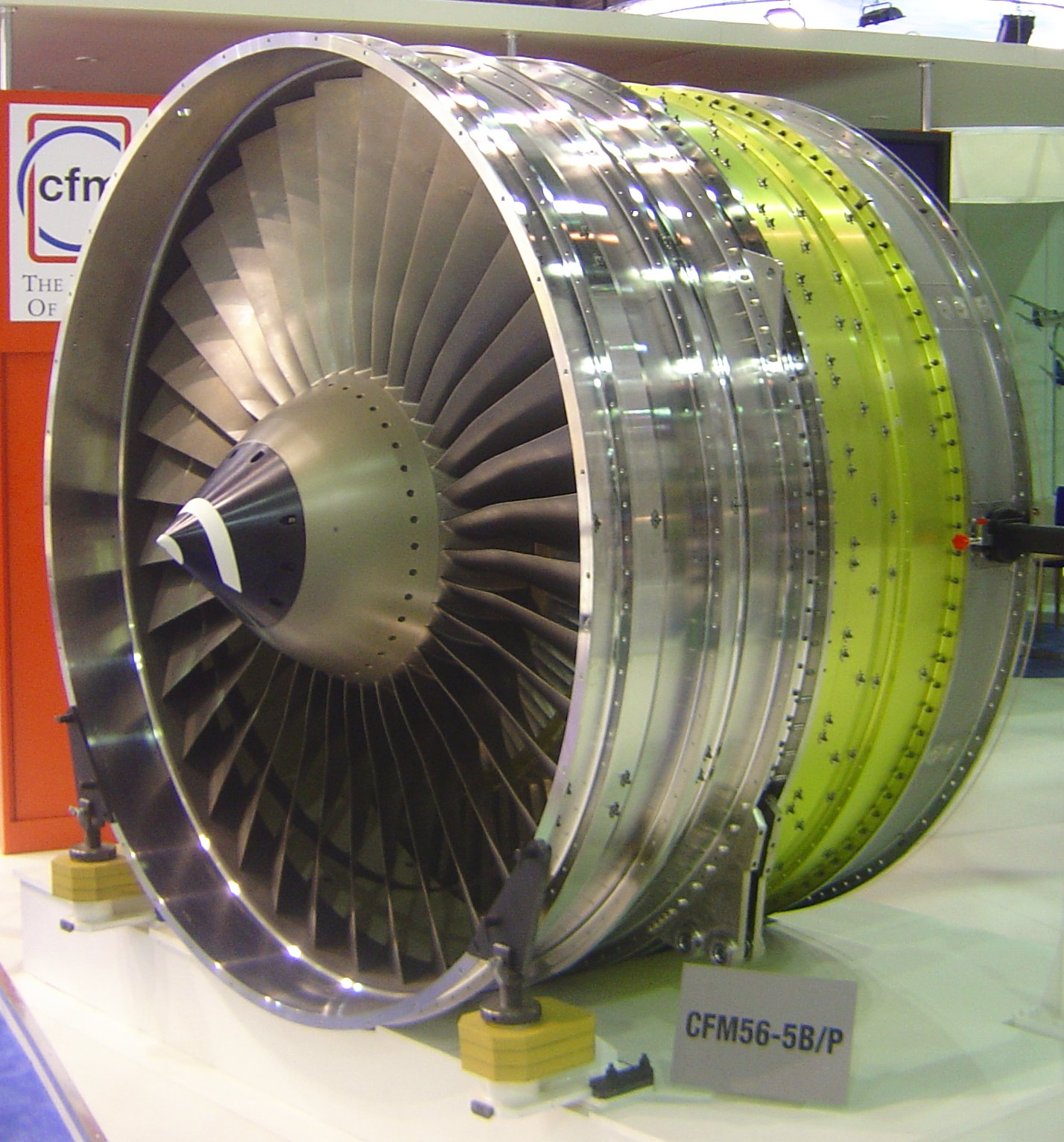
CFM56-5的风扇和风扇罩外观

CFM56系列使用单级风扇，大多数衍生型号使用三级低压压气机，-5B和-5C系列使用四级低压压气机。低压压气机通过低压轴由低压涡轮驱动，又称为增压级，负责在气流到达高压压气机之前的初步压缩。
CFM56的原始型号CFM56-2系列使用了44个带冠叶片，而其后的衍生型号减少了叶片数目，例如-7系列仅使用了22个宽弦叶片。CFM国际声称CFM56首先使用了在不拆卸发动机的条件下可更换的风扇叶片，这一特性对鸟击等只需要更换数个叶片的情况特别有用。
CFM56的风扇直径随型号不同而改变，并直接影响发动机表现。例如，CFM56-2和CFM56-3低压轴的转速相同，而-3系列风扇直径更小，叶梢速度更慢，使得风扇叶片工作效率更高，最终减少了约3%的单位推力燃油消耗。

### 高压压气机

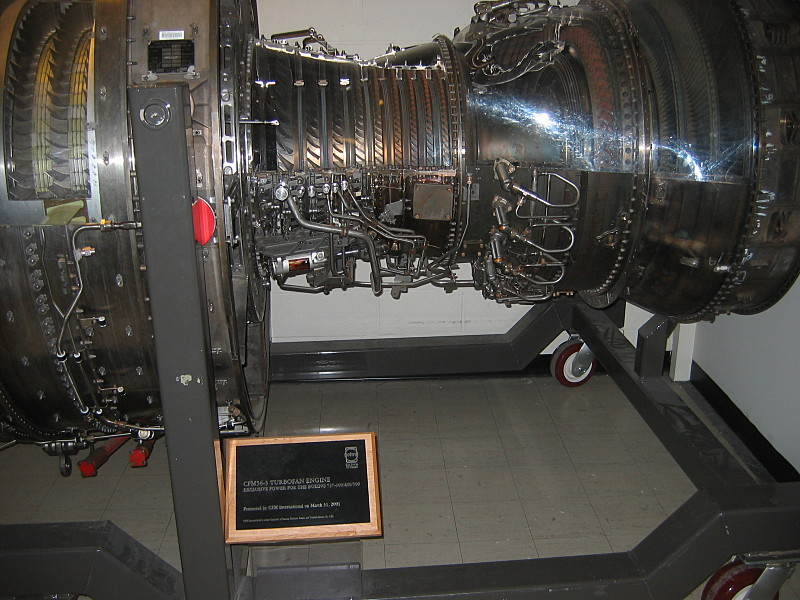
CFM56-3发动机内部，图示高压压气机

CFM56的所有型号均使用了九级高压压气机。高压压气机曾是最初技术出口争议的焦点，从通用电气的GE1/9发展而来，其较为紧凑的设计成功控制了发动机的重量和轴承、油路系统的复杂度。在CFM56系列发展中，尽管Tech56计划中的六级设计并没有得到应用，其2007年技术插件计划对高压压气机叶片的空气动力特性进行了改进，并应于其产品之上。

### 燃烧室
CFM56的大多数早期型号均使用单环形燃烧室。在燃烧室中，燃料被持续混合进气流之中并被点燃，使得气流的压力和温度升高，产生推力。也有型号使用管形燃烧室或环管形燃烧室。1989年，CFM国际开始引入双环形燃烧室，这一设计包含一个在高推力时使用的新的燃烧区域，降低了氮氧化物和二氧化碳的排放。这一设计在1995年投入使用，首先应用于技术插件计划改进的CFM56-5B和-7B系列。
通用电气在Tech56计划中还开发了一种名为双环腔预混涡流器（TAPS）燃烧室的新技术。这一设计保持了双环形燃烧室分区燃烧的优点，同时通过预混流使空气和燃料达到理想的混合比，从而进一步减少氮氧化物的排放。应用了这一技术的CFM56-7B发动机比使用单环形燃烧室和双环形燃烧室的发动机效率分别提高了46%和22%。TAPS的分析工具也被用于改进部分-5B和-7B系列发动机上的单环形燃烧室。

### 涡轮
CFM56的所有型号均使用单级高压涡轮，并由高压压气机流出的空气冷却。在部分型号中，高压涡轮叶片是从高温合金单晶材料生长出来的，具有高强度和蠕变抗性。CFM56的大多数型号使用四级低压涡轮，-5C系列使用五级低压涡轮。这一变化是为了驱动-5C系列更大的风扇。Tech56计划也对涡轮进行了改进，包括叶片的空气动力特性优化，使所需的叶片数减少20%，从而减轻了发动机自重。部分Tech56计划中对涡轮的改进被加入技术插件计划，其后又在CFM56-7BE计划中得到升级。

### 尾喷管
尽管CFM国际在最初设计时即测试了混合式和分离式尾喷管，大部分型号的CFM56发动机使用了分离式尾喷管，而只有为空中客车A340设计的高推力型CFM56-5C使用了混合式尾喷管。
另外，通用电气和斯奈克玛公司还测试了Chevron型尾喷管减小噪音的效果。风洞试验和飞行试验发现这一设计能在起飞阶段减小1.3分贝的噪音，因此作为可选组件安装于提供给空中客车A321的发动机。

### 反推装置

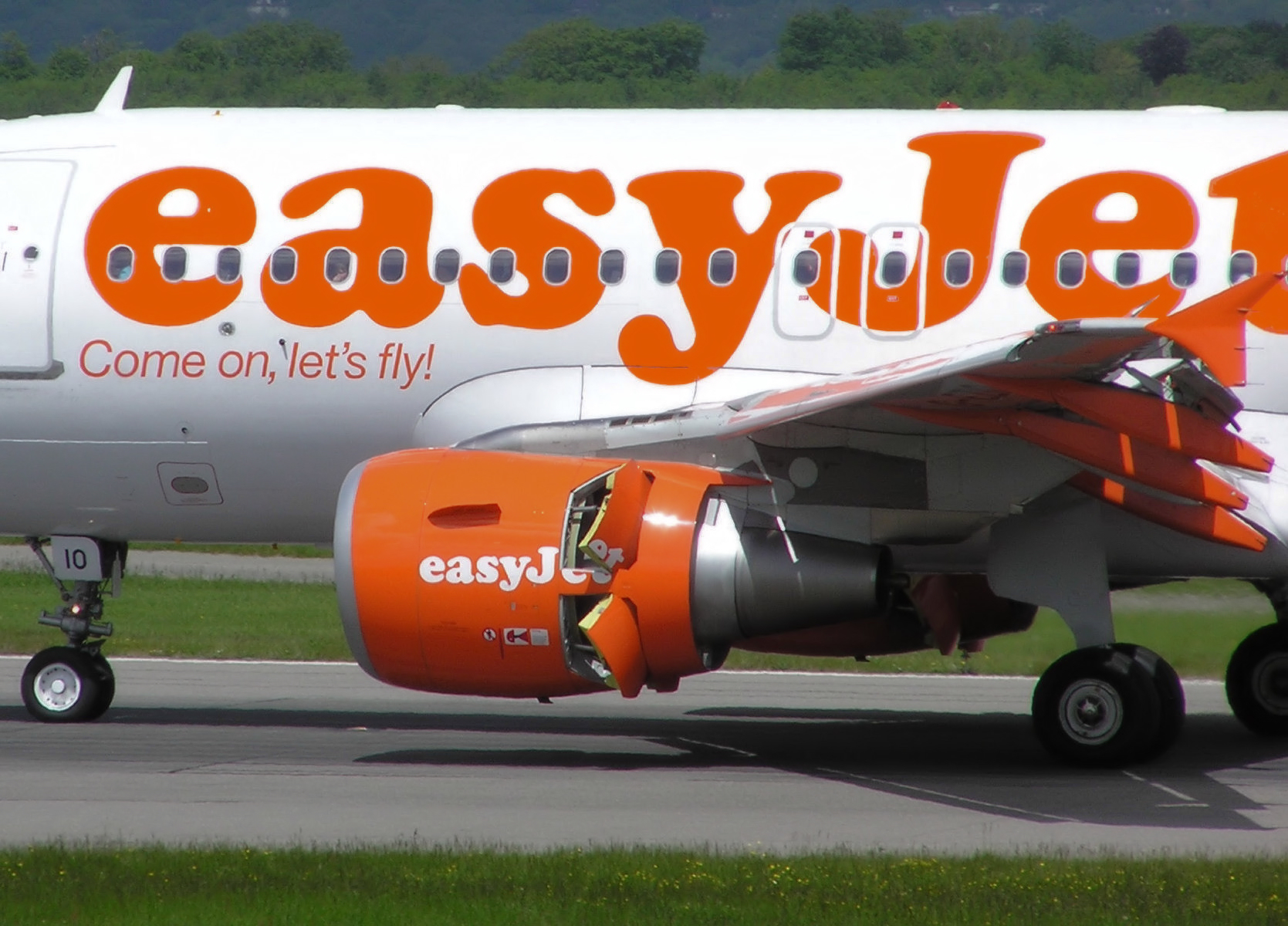
易捷航空空中客车A319-100上的花瓣型反推装置

CFM56支持数种反推装置。用于波音737的CFM56-3/-7系列发动机使用桶形反推装置，当反推装置啟動时，套筒向后滑动，将通过涵道的空气转向外部，并产生反推力。而用于空中客车型号的CFM56-5系列发动机使用花瓣型反推装置，当反推装置啟動时，导流叶片张开，将通过涵道的空气转向外部，并产生反推力。

## 型号

### CFM56-2系列
CFM56-2系列是CFM56的原始型号，主要以军用代号F108用于KC-135、RC-135、E-3和E-6等飞机，民用型号也用于道格拉斯DC-8。CFM56-2由一台44个叶片的单级风扇、由四级低压涡轮驱动的三级低压压气机、由单级高压涡轮驱动的九级高压压气机和环状燃烧室组成。
| 型号            | 推力                 | 涵道比 | 压缩比 | 净重             | 使用机种                             |
| --------------- | -------------------- | ------ | ------ | ---------------- | ------------------------------------ |
| CFM56-2A-2 (-3) | 24,000 lbf（110 kN） | 5.9    | 31.8   | 4,820磅（2,190） | E-3哨兵预警机，E-6水星对潜通信中继机 |
| CFM56-2B1       | 22,000 lbf（98 kN）  | 6.0    | 30.5   | 4,671磅（2,120） | KC-135R同温层加油机，RC-135预警机    |
| CFM56-2C1       | 22,000 lbf（98 kN）  | 6.0    | 31.3   | 4,653磅（2,110） | 道格拉斯DC-8-70                      |

### CFM56-3系列

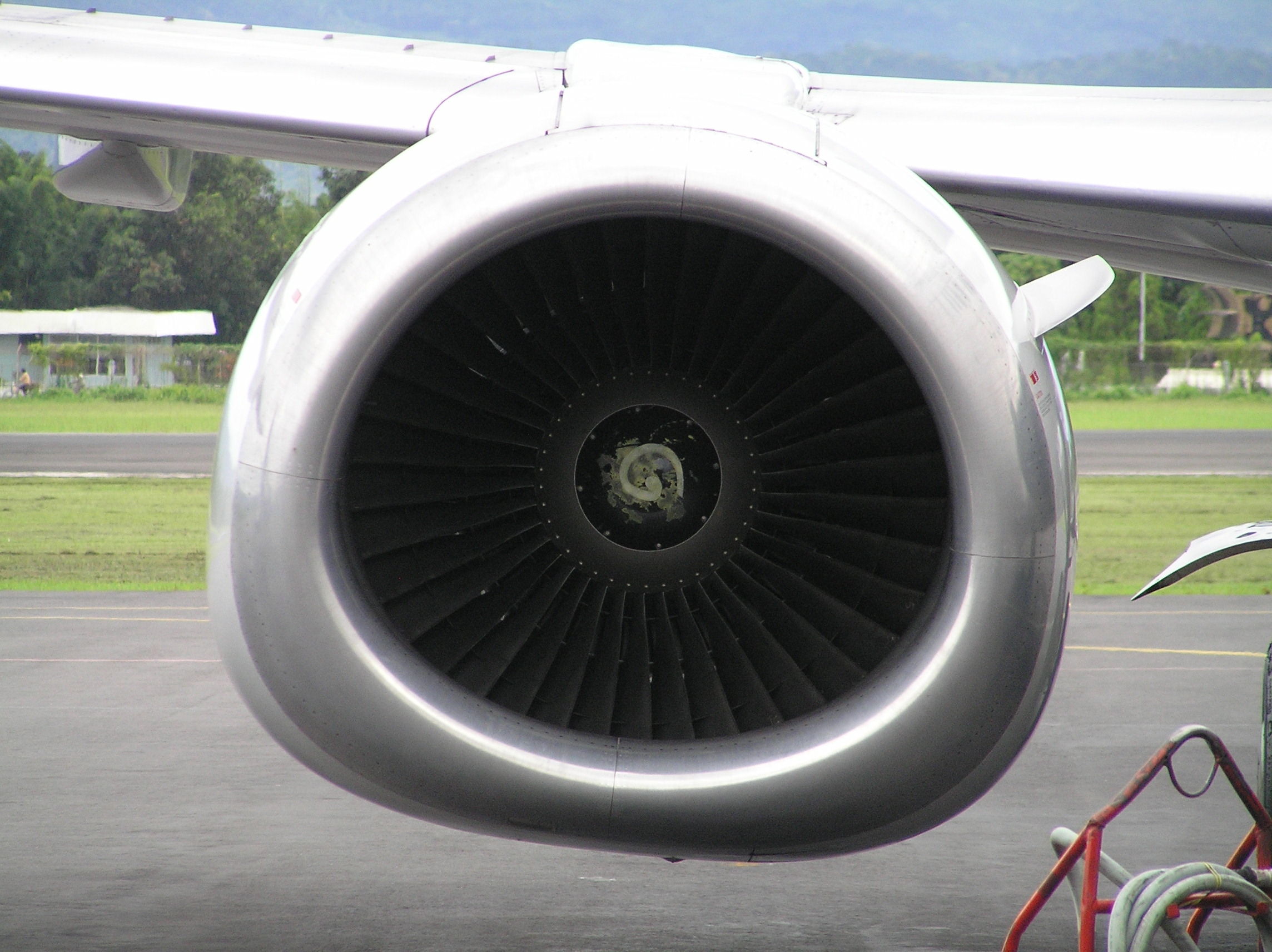
一台悬挂于波音737-400机翼下的CFM56-3系列发动机，图示进气道和发动机舱扁平的底部

CFM56-3系列是CFM56的第一种衍生型号，专门为第二代波音737设计，静态推力介于18,500至23,500磅（82.3至105千牛）之间。CFM56-3系列的风扇直径比-2系列减小至60英寸（1.5米），但是保留了原始发动机布局。新的风扇主要衍生自通用电气CF6-80发动机而不是CFM56-2。同时，CFM56-3的助推器被重新设计以适应新的风扇。
由于波音737在机翼下加装发动机后发动机离地距离小，CFM56-3系列还为了增加发动机的离地距离进行了若干优化，例如减小了风扇直径（并因此影响了涵道比和推力），将齿轮箱和一些附件从发动机底部（六点钟位置）转移到侧面（九点钟位置）。这使得进气道和发动机舱底部可以设计为扁平的形状，而这一独特设计也成为使用CFM56-3发动机的波音737的标志。
| 型号       | 推力                 | 涵道比 | 压缩比 | 净重             | 使用机种            |
| ---------- | -------------------- | ------ | ------ | ---------------- | ------------------- |
| CFM56-3B-1 | 20,000 lbf（89 kN）  | 6.0    | 27.5   | 4,276磅（1,940） | 波音737-300/500     |
| CFM56-3B-2 | 22,000 lbf（98 kN）  | 5.9    | 28.8   | 4,301磅（1,950） | 波音737-300/400     |
| CFM56-3C-1 | 23,500 lbf（100 kN） | 6.0    | 30.6   | 4,301磅（1,950） | 波音737-300/400/500 |

### CFM56-4系列
作为CFM56-2系列的改进型，CFM56-4系列最初计划是作为空中客车A320家族设计的发动机，可以产生25,000磅（110千牛）的推力。CFM56-4系列设计上的更新包括直径68英寸（1.73米）的风扇，新的低压压气机和全权数位发动机控制装置。然而就在这一计划于1984年推出之后不久，国际航空发动机公司推出了新的V2500型发动机。CFM国际认为这一计划不再具有竞争力，因此废弃了这一计划并开始CFM56-5系列的研发。

### CFM56-5系列

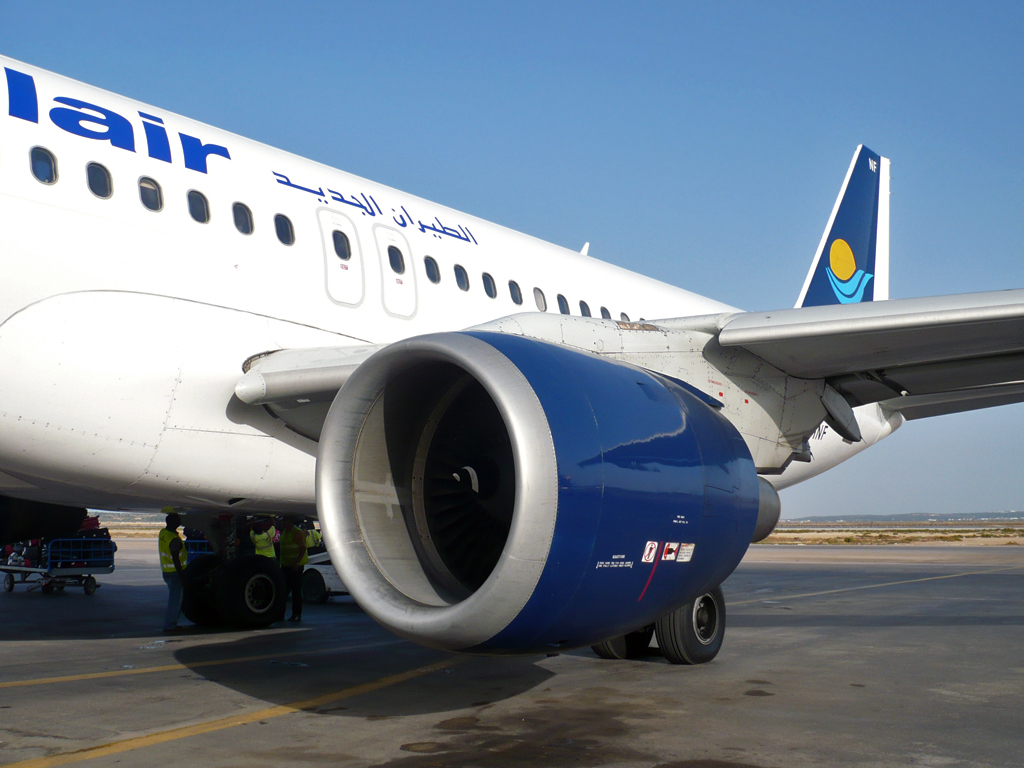
一台悬挂于空中客车A320-200机翼下的CFM56-5系列发动机

CFM56-5系列是专门为空中客车飞机设计的发动机，其推力介于22,000至34,000磅（97.9至151千牛）之间。这一系列主要包括三种截然不同的子型号CFM56-5A/B/C。这一系列引入了全权数位发动机控制装置和新的空气动力学改进，可用以区别于波音飞机使用的姊妹型号。

#### CFM56-5A系列
CFM56-5A系列是CFM56-5系列的最初版本，为短程至中程的空中客车A320家族设计，衍生自CFM56-2和CFM56-3系列，推力介于22,000至26,500磅（98至118千牛）之间。得益于在空气动力学上的改进，例如新的风扇、压气机和燃烧室，这一系列发动机相对之前型号能够减少10-11%的油耗。
| 型号      | 推力                  | 涵道比 | 压缩比 | 净重             | 使用机种     |
| --------- | --------------------- | ------ | ------ | ---------------- | ------------ |
| CFM56-5A1 | 25,000 lbf（111 kN）  | 6.0    | 31.3   | 4,995磅（2,270） | 空中客车A320 |
| CFM56-5A3 | 26,500 lbf（118 kN）  | 6.0    | 31.3   | 4,995磅（2,270） | 空中客车A320 |
| CFM56-5A4 | 22,000 lbf（97.9 kN） | 6.2    | 31.3   | 4,995磅（2,270） | 空中客车A319 |
| CFM56-5A5 | 23,500 lbf（105 kN）  | 6.2    | 31.3   | 4,995磅（2,270） | 空中客车A319 |

#### CFM56-5B系列

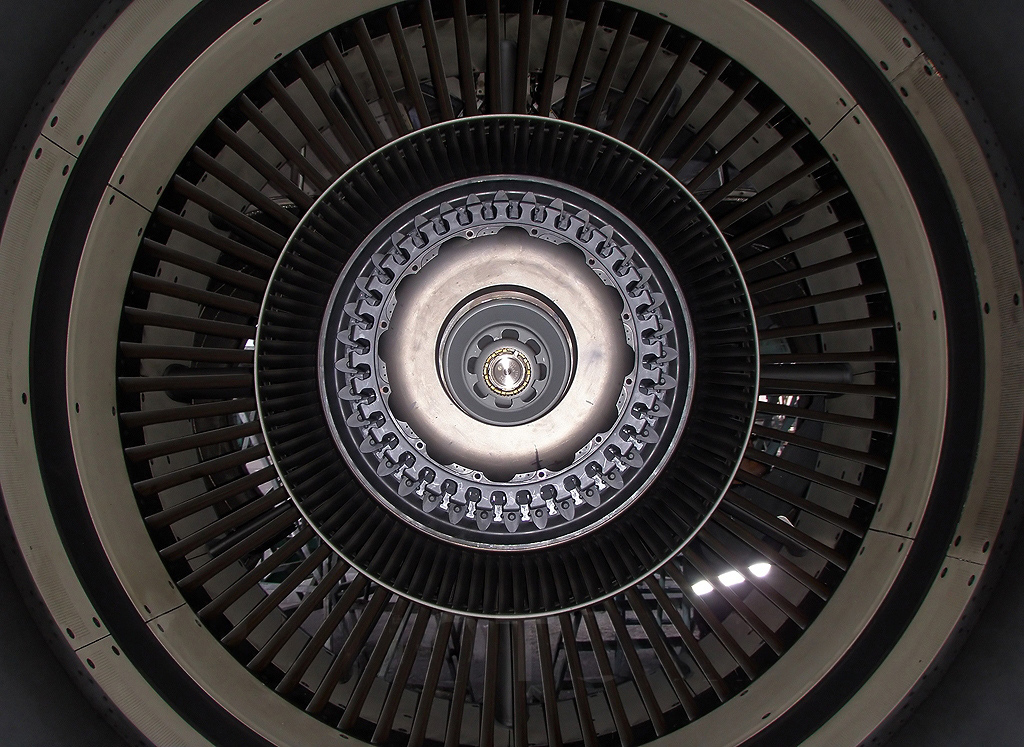
一台悬挂于空中客车A319-112下的CFM56-5B6

为了适应空中客车A321的需求，CFM56-5B系列在-5A系列上进行了改进，推力能够达到22,000至33,000磅（98至147千牛）之间。这一型号同时也能使用于其他A320家族成员（A318/A319/A320）并能取代CFM56-5A。其最显著的改进是一个能减少氮氧化物等污染物排放的双环形燃烧室，新的风扇，更长的风扇外壳和新增的第四级低压压气机。CFM56-5B系列是在空中客车上使用最广泛的CFM56发动机。
| 型号      | 推力                 | 涵道比 | 压缩比 | 净重             | 使用机种           |
| --------- | -------------------- | ------ | ------ | ---------------- | ------------------ |
| CFM56-5B1 | 30,000 lbf（130 kN） | 5.5    | 35.4   | 5,250磅（2,380） | 空中客车A321       |
| CFM56-5B2 | 31,000 lbf（140 kN） | 5.5    | 35.4   | 5,250磅（2,380） | 空中客车A321       |
| CFM56-5B3 | 33,000 lbf（150 kN） | 5.4    | 35.5   | 5,250磅（2,380） | 空中客车A321       |
| CFM56-5B4 | 27,000 lbf（120 kN） | 5.7    | 32.6   | 5,250磅（2,380） | 空中客车A320       |
| CFM56-5B5 | 22,000 lbf（98 kN）  | 6.0    | 32.6   | 5,250磅（2,380） | 空中客车A319       |
| CFM56-5B6 | 23,500 lbf（100 kN） | 5.9    | 32.6   | 5,250磅（2,380） | 空中客车A319/A320  |
| CFM56-5B7 | 27,000 lbf（120 kN） | 5.7    | 35.5   | 5,250磅（2,380） | 空中客车A319/319CJ |
| CFM56-5B8 | 21,600 lbf（96 kN）  | 6.0    | 32.6   | 5,250磅（2,380） | 空中客车A318       |
| CFM56-5B9 | 23,300 lbf（100 kN） | 5.9    | 32.6   | 5,250磅（2,380） | 空中客车A318       |

#### CFM56-5C系列

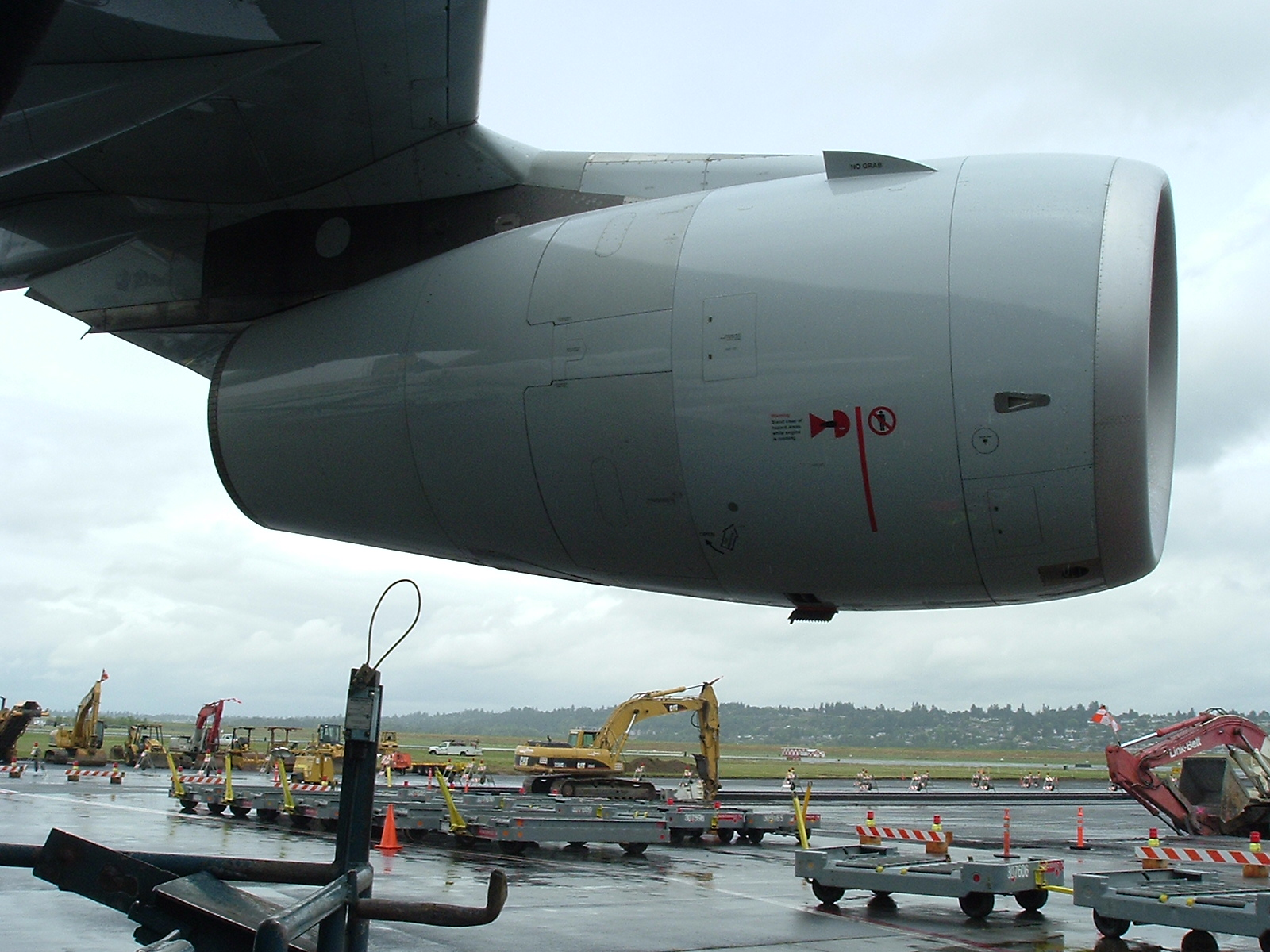
一台悬挂于空中客车A340机翼下的CFM56-5C系列发动机，图示混合式尾喷管

CFM56-5C系列是CFM56家族中推力最大的型号，推力可达31,200至34,000磅（139至151千牛）。这一系列用于空中客车A340的早期型号A340-200和A340-300上，于1993年投入服务。主要的变化是更大的风扇，第五级低压涡轮和CFM56-5B型号中的四级低压压气机。CFM56-5C系列不同于所有其他型号的CFM56，使用了混合式尾喷管，工作效率略有提高。
| 型号      | 推力                 | 涵道比 | 压缩比 | 净重             | 使用机种             |
| --------- | -------------------- | ------ | ------ | ---------------- | -------------------- |
| CFM56-5C2 | 31,200 lbf（139 kN） | 6.6    | 37.4   | 8,796磅（3,990） | 空中客车A340-200/300 |
| CFM56-5C3 | 32,500 lbf（145 kN） | 6.5    | 37.4   | 8,796磅（3,990） | 空中客车A340-200/300 |
| CFM56-5C4 | 34,000 lbf（151 kN） | 6.4    | 38.3   | 8,796磅（3,990） | 空中客车A340-200/300 |

### CFM56-7系列

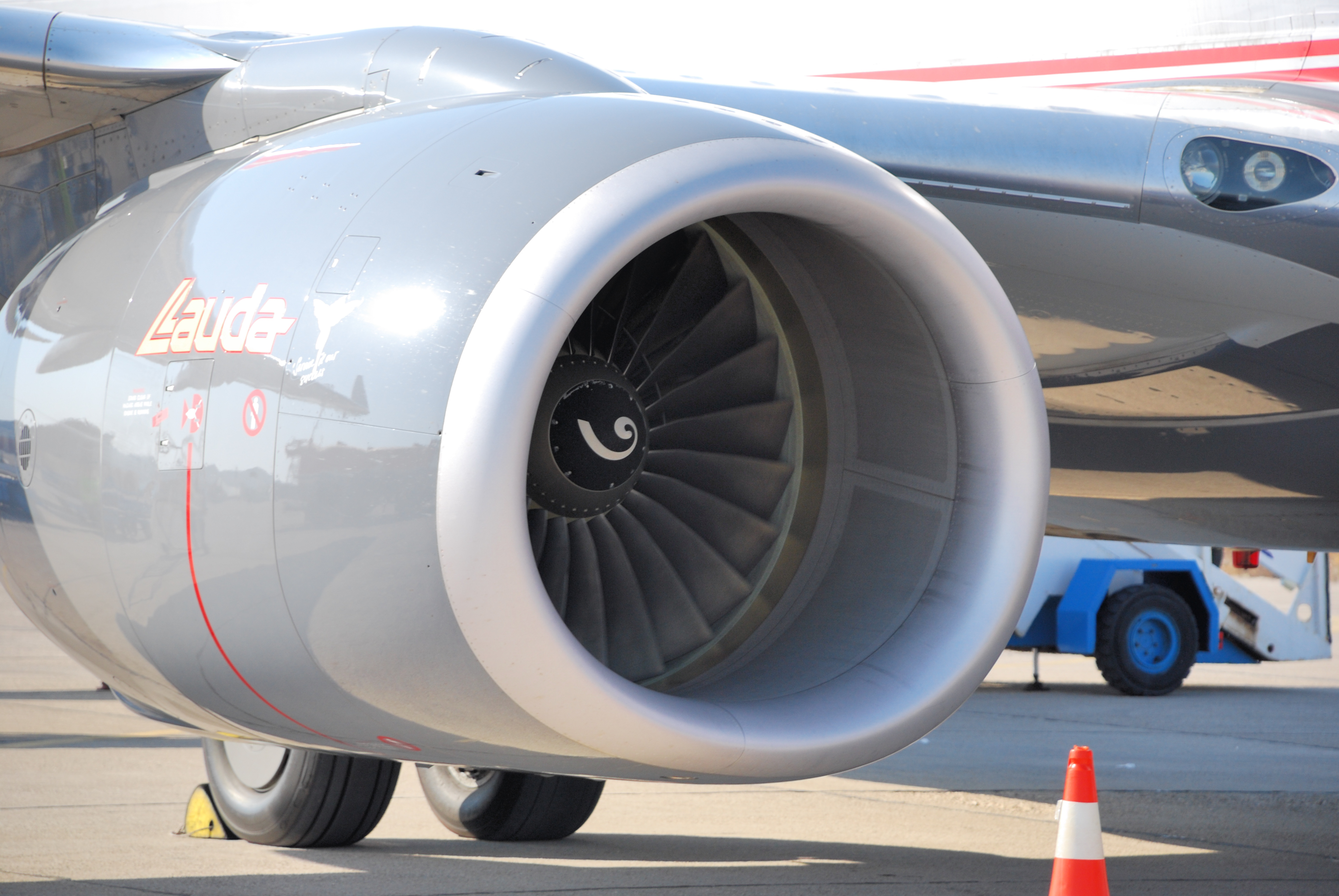
一台悬挂于波音737-8Z9机翼下的CFM56-7B系列发动机

CFM56-7系列是用于波音737NG（737-600/700/800/900）和波音公务机（BBJ）的型号，起飞推力介于19,500至27,300磅（86.7至121千牛）之间。相比其前驱型号CFM56-3系列，-7系列有更高的推力范围，较高效率和较低维护成本。这一系列引入的新特性包括全权数位发动机控制装置，双环形燃烧室（可选）和改进的内部设计。其基本机械构造和-3系列相同，但是空气动力特性得到提高，例如使用了宽弦风扇叶片并将叶片数目由44减少到24。其他改进包括新材料的使用，例如高压涡轮上使用的单晶涡轮叶片。
使用CFM56-7系列发动机的波音737取得了180分钟双发延程飞行（ETOPS-180）许可。这一系列发动机也被用于军方版本的第三代737，包括波音C-40“快船”运输机，P-8海神反潜机，波音737预警机等。
| 型号       | 推力                  | 涵道比 | 压缩比 | 净重             | 使用机种                           |
| ---------- | --------------------- | ------ | ------ | ---------------- | ---------------------------------- |
| CFM56-7B18 | 19,500 lbf（86.7 kN） | 5.5    | 32.8   | 5,216磅（2,370） | 波音737-600                        |
| CFM56-7B20 | 20,600 lbf（91.6 kN） | 5.5    | 32.8   | 5,216磅（2,370） | 波音737-600/700                    |
| CFM56-7B22 | 22,700 lbf（101 kN）  | 5.3    | 32.8   | 5,216磅（2,370） | 波音737-600/700                    |
| CFM56-7B24 | 24,200 lbf（108 kN）  | 5.3    | 32.8   | 5,216磅（2,370） | 波音737-700/800/900                |
| CFM56-7B26 | 26,300 lbf（117 kN）  | 5.1    | 32.8   | 5,216磅（2,370） | 波音737-700/800/900                |
| CFM56-7B27 | 27,300 lbf（121 kN）  | 5.1    | 32.8   | 5,216磅（2,370） | 波音737-800/900，波音公务机（BBJ） |

## 故障

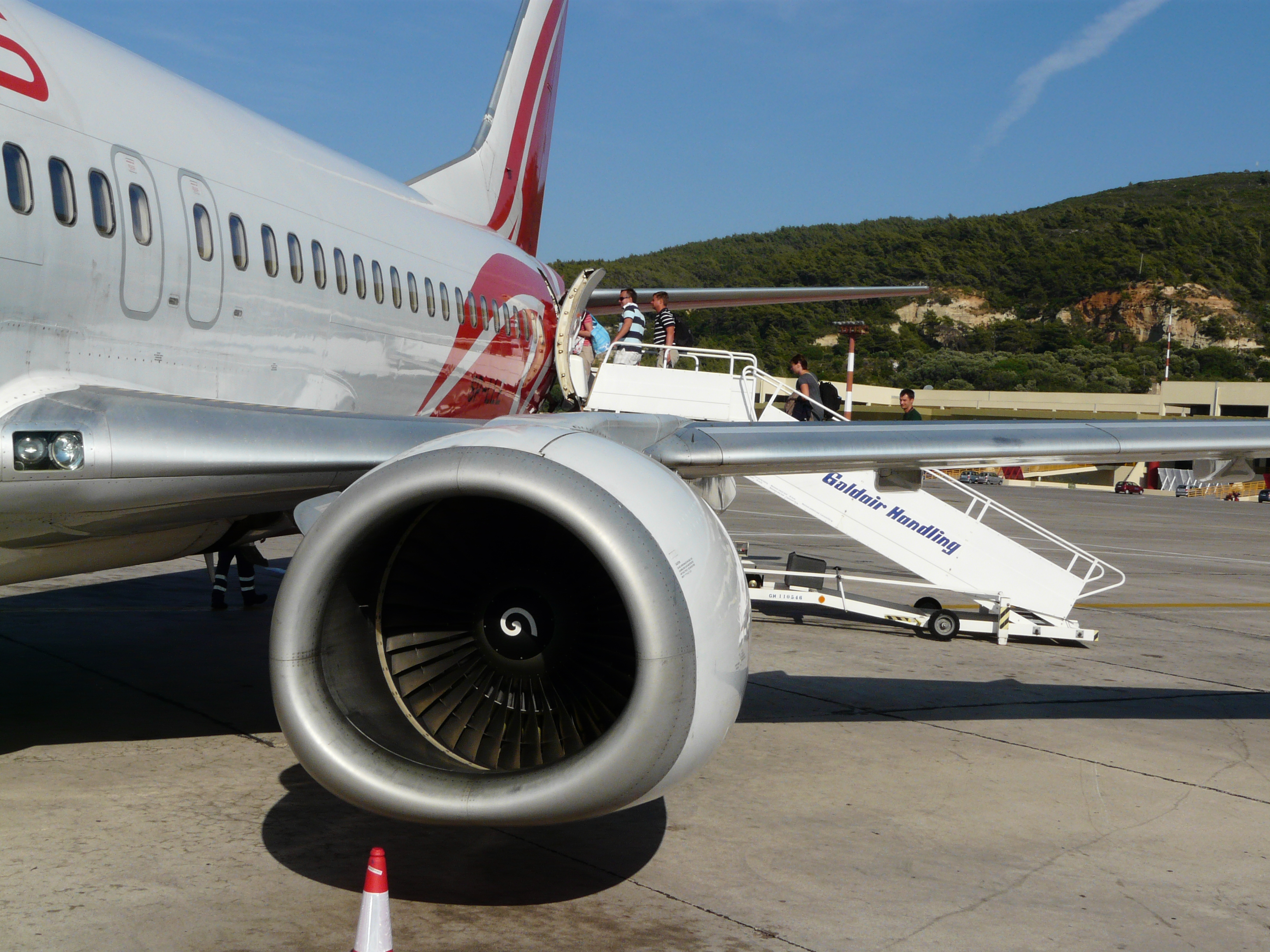
一台悬挂于波音737-45D机翼下的CFM56-3系列发动机，图示修改后的椭圆桨叶分离器

雖然CFM56十分可靠（平均空中停车间隔333,333小时），其服务期间仍然有数次发动机导致所有机队停飞或者重新设计部件的严重故障。

### 雨雹吸入
CFM56投入服务不久即发生数次在暴雨或冰雹条件下的熄火事件。1988年，中美洲航空110号班机在经过暴雨和冰雹区域时双发熄火，机组被迫迫降。这一事故导致CFM56的燃烧室中加入了感应器，以便在类似情况下强制持续点火。1998年，在一系列类似的小事故后，CFM国际再次对发动机进行了修改，包括风扇/增压级分离（使冰雹更难进入发动机内部）和用椭圆桨叶分离器取代传统中心锥体等。2002年，嘉魯達印尼航空421號班機空難由于冰雹吸入，在一条河中迫降时坠毁，致使一名空服员遇难，数十名乘客受伤。调查发现事故原因是飞行员没有执行重新点火的标准过程，因此没有对发动机的进一步改进建议。

### 风扇叶片故障
CFM56的风扇叶片故障造成了数次事故。在英伦航空92号班机空难中，其风扇叶片最初故障后飞行员关闭了错误的发动机，并导致其后降落时增大推力使得发动机完全失效，最终47人遇难，74人受伤。这次空难之后，丹纳尔航空和英伦航空的波音737-400也在类似条件下发生风扇叶片故障，尽管并没有伤亡出现，但仍导致所有波音737-400机队被停飞。
在这一系列事故之前，同一系列发动机的新的衍生型号并没有强制要求进行飞行测试，而适航测试无法显示出在较高高度进行大功率爬升时风扇的振动模式。之后的调查表明，风扇叶片实际上承受了比预期更高的疲劳压力，并最终导致断裂。调查结论作出之后，被停飞的机型在风扇叶片和盘片更新后被临时允许恢复运行，同时发动机电子控制系统进行了修改，将23,500磅（105千牛）的最大推力限制为22,000磅（98千牛）。最终，重新设计的风扇叶片被用于所有CFM56-3C1和CFM56-3B2发动机上，超过1,800台已经投入使用的发动机进行了更新。

### 其它故障
下面列出了近年间若干和CFM56故障相关的事故。
- 2009年8月5日，一架伏林航空的空中客车A320-211飞机（注册编码：EC-ICQ）在巴黎－奥利机场推出完成并启动发动机时2号发动机（CFM56-5A）外壳起火。在收到地面人员通知后机组立即关闭发动机，火势几乎立刻停止[63]。

- 2010年4月5日，一架维珍澳洲航空的波音737-800飞机（注册编码：VH-VOC）左侧发动机（CFM56-7）在从朗瑟士敦起飞后不久发生两次压气机喘振。飞行员将其收至慢车位并安全返回。随后对发动机的内窥镜检查发现高压压气机受到损伤[64]。

- 2010年12月24日，一架美国西南航空的波音737-7H4飞机（注册编码：N248WN）在从旧金山国际机场起飞后机组听到一声巨响，随后2号发动机报火警。机组关闭2号发动机并转向奥克兰国际机场并安全降落[65]。

- 2010年12月29日，一架中国东方航空的空中客车A320-214飞机（注册编码：B-2221）在长春龙嘉国际机场准备起飞时2号发动机（CFM56-5B4/P，序号575227）发生故障。当时飞机正在以10节的速度滑跑，机组人员听到右侧传来巨响，同时飞机向右偏转，ECAM显示器报警。机组随即中止起飞，关闭2号发动机，并返回登机口，内窥镜发现压气机叶片严重损坏。[66]。

- 2018年4月17日，一架西南航空1380號班機的波音B737-7H4客机（注册编码：N772SW）在31000英尺高空左侧引擎发生爆炸，碎片导致机身多处穿孔，机舱失压。爆炸约15分钟后飞机紧急降落在费城国际机场。事故中一名女性乘客险些被吸出窗外，幸而被其他乘客拉住，但最终该女士仍因重伤而抢救无效死亡。[67]

## 规格 (CFM56-7B18)
数据来源： CFM国际

### 概况
- 类型： 双轴高涵道比涡轮风扇发动机
- 长度： 98.7英寸（2.49米）
- 直径： 风扇直径61英寸（1.55米）
- 淨重： 5,216磅（2,366千克）

### 组件
- 压缩机： 单级风扇，三级低压压气机，九级高压压气机
- 燃烧室： 环形
- 涡轮： 单级高压涡轮，四级低压涡轮

### 性能
- 最大推力： 19,500磅力（86.7千牛顿）
- 总压比： 32.8:1
- 旁通比： 5.5:1
- 推重比： 3.7:1

## 备注
1. ↑  混合式尾喷管：涡轮风扇发动机排出的气体一部分仅由风扇加速，另一部分又经过燃烧室燃烧；混合式尾喷管将二者混合之后排出。分离式尾喷管与之相反，不会混合两股气流。参见涵道比。
2. ↑  发动机的涡轮增压效率可通过改变高压压气机的空气流量等多种途径进行微调，使得发动机各组件间取得同步。参见涡轮增压。
3. ↑  Evolution（中文：演变，进化，发展）：无正式译名。
4. ↑  带冠叶片（Shrouded Blade）指叶片中部带有一块特别的突起物（Shroud）的叶片，各叶片的突起间互相衔接，形成一个环，通常用于抑制振动并发挥和翼尖小翼类似的作用。可参见这里 （页面存档备份，存于）的比较。
5. ↑  GE1/9得名于其单级涡轮和九级压气机的设计。
6. ↑  Chevron型尾喷管：一种锯齿型尾喷管，用于减小噪音。可参见这里 （页面存档备份，存于）的图片（请注意图中所示不是CFM56发动机）。
7. ↑  净重：发动机自身不含任何液体（例如燃油和液压油）的重量。
8. ↑  离地距离：从发动机底部最低处到地面的距离。这一距离影响了飞机在起飞和降落时以机身为轴滚转的最大角度。